# Deconychura longicauda
Deconychura longicauda е вид птица от семейство Furnariidae, единствен представител на род Deconychura. Видът е почти застрашен от изчезване.

## Разпространение
Видът е разпространен в Боливия, Бразилия, Колумбия, Коста Рика, Еквадор, Френска Гвиана, Гвиана, Хондурас, Никарагуа, Панама, Перу, Суринам и Венецуела.